# Богуславська волость (Канівський повіт)
Богуславська волость — історична адміністративно-територіальна одиниця Канівського повіту Київської губернії з центром у містечку Богуслав.
З перетворенням 1922 року Богуслава на повітове місто, його було вилучено зі складу волості.
Станом на 1886 рік складалася з 12 поселень, 12 сільських громад. Населення — 18355 осіб (8964 чоловічої статі та 9391 — жіночої), 1228 дворових господарств.
|                     | Площа, десятин | У тому числі орної, дес. |
| ------------------- | -------------- | ------------------------ |
| Сільських громад    | 7818           | 5222                     |
| Приватної власності | 882            | 336                      |
| Казенної власності  | 13042          | 2230                     |
| Іншої власності     | 460            | 307                      |
| Загалом             | 22202          | 8095                     |

Основні поселення волості:
- Богуслав — колишнє власницьке та надільне містечко при річці Рось за 53 версти від повітового міста, 8451 особа, 1018 дворів, Миколаївський чоловічий монастир з 2 православними церквами, 2 православні церкви, костел, синагога, духовне училище, школа, 3 постоялих двори, 18 постоялих будинків, 181 лавка, 2 суконні фабрики, пивоварний, винокурний і чавунний завод.
- Бородані — колишнє власницьке село при річці Рось, 703 особи, 83 двори, православна церква, постоялий будинок.
- Дешки — колишнє власницьке село при річці Рось, 464 особи, 72 двори, православна церква, постоялий будинок.
- Мисайлівка — колишнє власницьке село при річці Рось, 2188 осіб, 293 двори, православна церква, 3 постоялих будинки.
- Розкопанці — колишнє власницьке село при річці Рось, 818 осіб, 100 дворів, школа, 3 постоялих будинки.
- Синиця — колишнє власницьке село при річці Рось, 1340 осіб, 162 двори, православна церква, школа, 3 постоялих будинки.
- Тептіївка — колишнє власницьке село при річці Рось, 608 осіб, 72 двори, 2 постоялих будинки.
- Хохітва — колишнє власницьке село при річці Рось, 729 осіб, 92 двори, 3 постоялих будинки, винокурний і бурякоцукровий заводи.
- Чайки — колишнє власницьке село при річці Рось, 718 осіб, 83 двори, православна церква, школа, постоялий будинок.

Старшинами волості були:
- 1909—1912 роках — Микола Пилипович Загинайло[2],[3],[4];
- 1915 роках — Петро Денисович Цюрупа[5],[6].

## Уродженці волості
- Устенко Мефодій Гурович (1894—1984) — український літературознавець.